# ساموئل ساهاکیان
ساموئل سریوژایی ساهاکیان (ارمنی: Սամվել Սերյոժայի Սահակյան؛ Tutun Samo زادهٔ ۲۳ مهٔ ۱۹۶۰) یک سیاستمدار اهل ارمنستان است که از تاریخ ۲۰۰۳ تا تاریخ ۲۰۰۷ سمت نمایندگی دوره سوم مجلس ملی جمهوری ارمنستان را برعهده داشت.

## زندگی‌نامه
در ۲۳ مهٔ ۱۹۶۰ در ایروان به دنیا آمد و از دانشگاه دولتی اقتصاد ارمنستان فارغ‌التحصیل شد. 